# Egospótamos
El Egospótamos (en griego antiguo Αἰγὸς Ποταμοί, ‘Río de la cabra’; también están las formas Aegos o Ægos para el primer término y Potamoi para el segundo, con varias combinaciones posibles), el actual Indjé-limen o Gálata, es un pequeño curso de agua situado en el Quersoneso Tracio (Galípoli), al noreste de la moderna ciudad turca de Sütlüce, en la provincia de Çanakkale, Turquía.
Egospótamos era además una antigua ciudad situada en su desembocadura, donde el río desaguaba en el Helesponto, La ciudad estaba situada cerca de la ciudad de Cresa, frente a Lámpsaco y al noreste a algunos kilómetros al norte de la antigua ciudad de Sesto. Su existencia está atestiguada por monedas de los siglos siglo V y siglo IV a. C.. Se ha estimado que el área ocupada por la ciudad-Estado de era al menos de 25 km2 o, como máximo, entre 25 y 100 km2.

## Historia

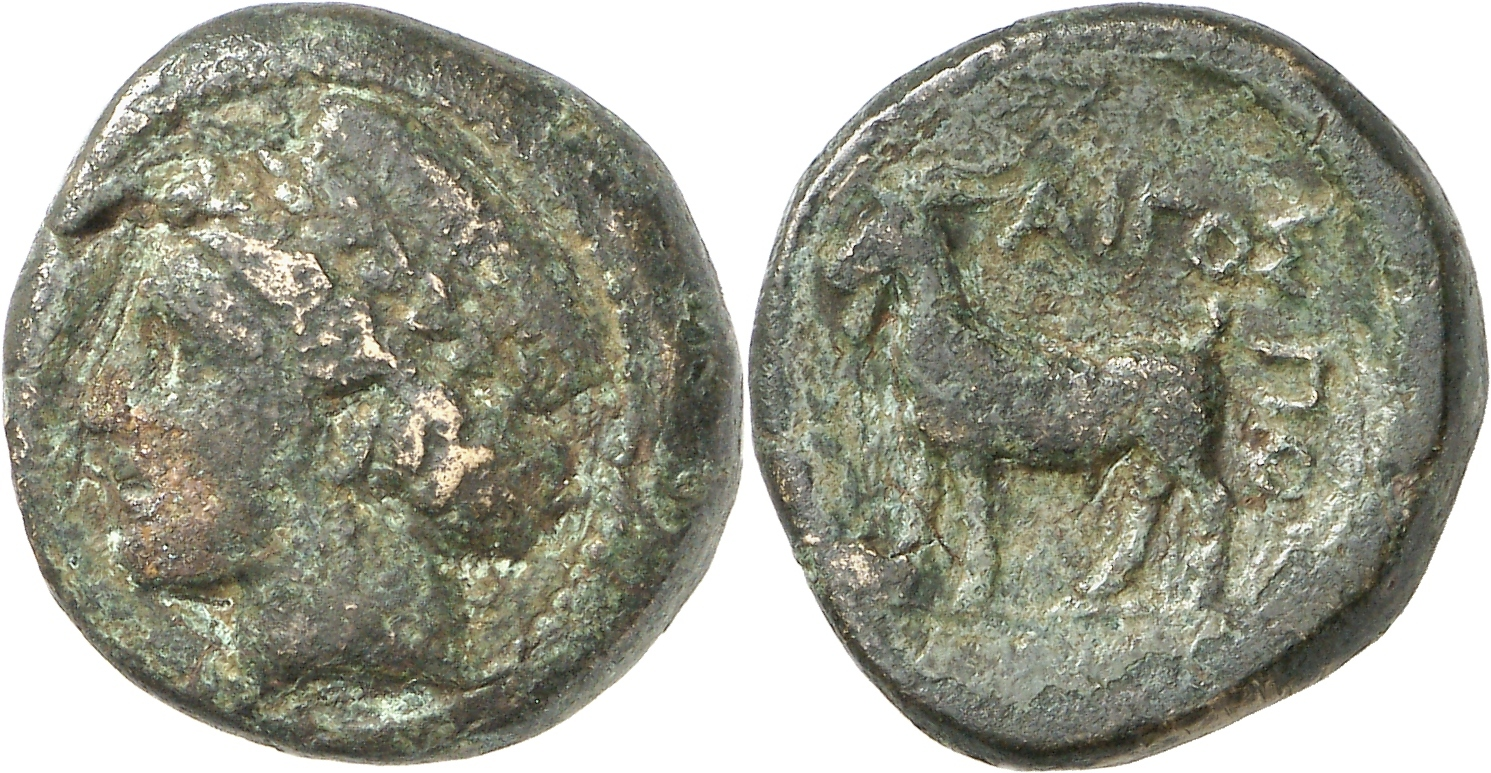
Moneda acuñada por Egospótamos, La ilustración muestra la cabeza de una mujer (¿Deméter?) y una cabra, y el texto AIΓOΣ-ΠO.

El sitio es célebre por la batalla de Egospótamos, que se desarrolló cerca de la desembocadura en 405 a. C. entre Esparta y Atenas. La flota ateniense fue allí destruida por los espartanos mandados por Lisandro, lo que puso fin a la guerra del Peloponeso. Sin embargo, al parecer, la ciudad de Egospótamos no existía en ese momento, ya que se dice que los generales atenienses cometieron un error en la batalla al permanecer en un lugar donde no contaban con una ciudad de apoyo que les proporcionara suministros.Plutarco, Vidas paralelas, Alcibíades 36; Diodoro Sículo, Biblioteca histórica, 13.105.</ref> Sin embargo, la ciudad parece haber existido antes, en el siglo V a. C. a. C., ya que acuñaba su propia moneda de plata en esa época.
Más tarde, aproximadamente a partir del año 350 a. C., volvió a haber una ciudad en el lugar, como lo mencionan los geógrafos antiguos, y se sabe que en esa época acuñaba sus propias monedas de bronce.
Aunque la ciudad aparece en los estudios modernos como una polis, o ciudad-Estado independiente, su verdadero estatus es poco conocido y la lista se basa principalmente en monedas. Estrabón dice que la ciudad estaba desierta en su época. El etnónimo Aigospotamitēs ( Αἰγοσποταμίτης) se utilizó para los ciudadanos de Egospótamos.
Diógenes Laercio refiere ahí la caída de un meteorito, presuntamente predicha por Anaxágoras de Clazomene.